# Xã Delaware, Quận Pike, Pennsylvania
Xã Delaware (tiếng Anh: Delaware Township) là một xã thuộc quận Pike, tiểu bang Pennsylvania, Hoa Kỳ. Năm 2010, dân số của xã này là 7.396 người.